# Frank Meissner
Frank August Meissner (ur. 19 lipca 1894 w Grand Rapids, zm. 14 maja 1966 w De Witt) – amerykański kolarz szosowy, olimpijczyk.
Uczestniczył w rywalizacji na V Igrzyskach olimpijskich rozgrywanych w Sztokholmie w 1912 roku. Startował tam w dwóch konkurencjach kolarskich. W jeździe indywidualnej na czas przejechał trasę w czasie 12:29:09,00 i zajął 70. miejsce. Były to jedyne igrzyska, na jakich startował.